# Delphinium elatum
Delphinium elatum és una espècie de planta herbàcia i perenne de la família Ranunculaceae. Es distribueix per Euràsia.

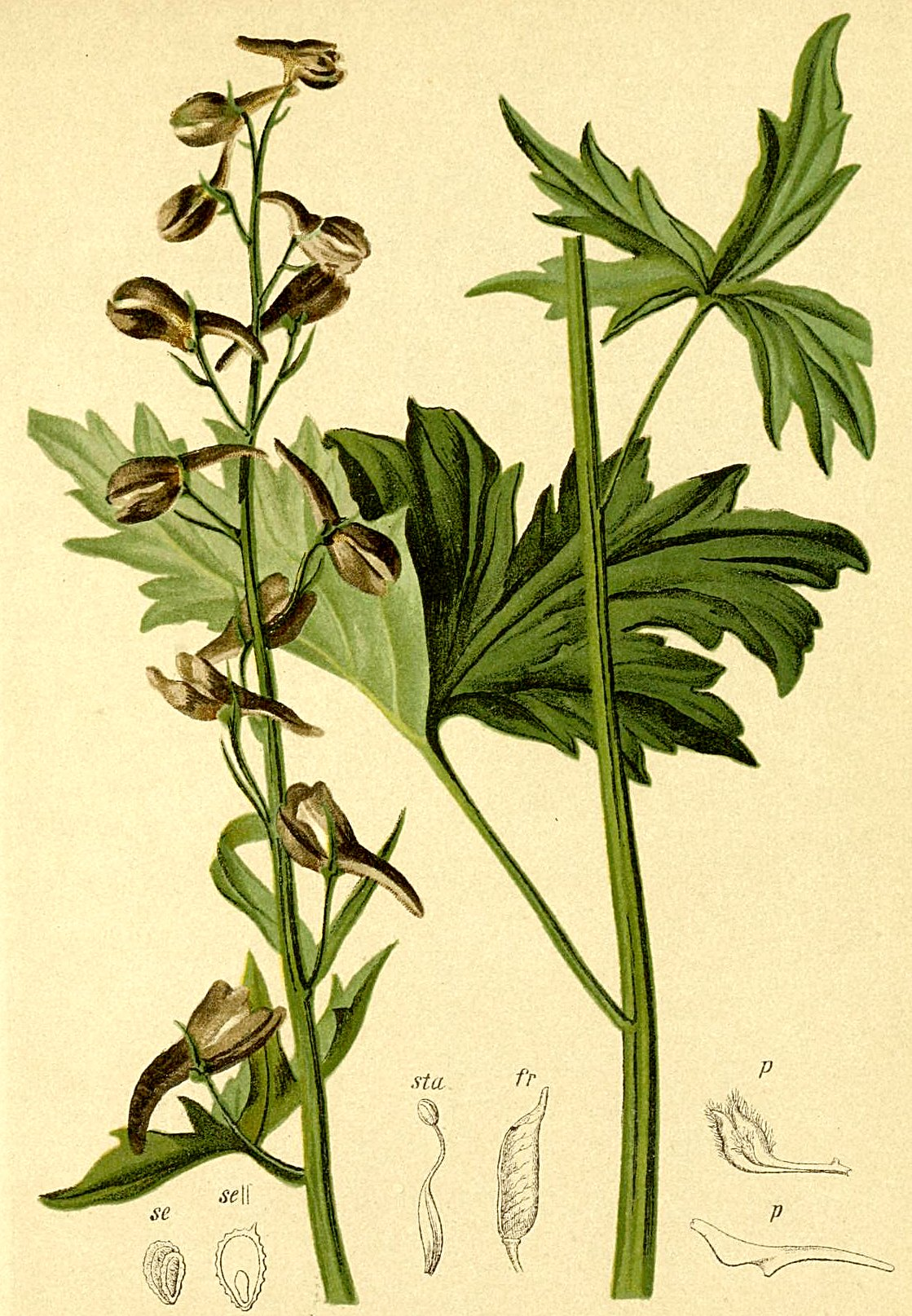
Detall de les fulles

## Descripció
És una planta molt alta i frondosa, de fins a 1 m d'altura, amb moltes fulles i moltes flors en un llarg i dens ram, perenne, amb rizoma. Flors que van del blau intens o brillant fins al violeta i des del rosa al morat o tots barrejats. Flors grans, de 3-5 cm de diàmetre, amb 5 peces exteriors ovalades, la superior amb un esperó tan llarg com el limbe, corbat cap avall, 4 peces internes o nectaris de color marró fosc i vora més clara, pelets blancs als llimbs i en l'àpex, els dos de dalt amb esperó introduït en l'exterior, 8 androceus i 4 carpels amb punta llarga. Les fulles amb un llarg pecíol, gairebé totes amb 5 segments, palmatisectas, amb lòbuls lanceolats al seu torn, les superiors amb menys segments.

## Hàbitat
En cunetes i vores humides, a prop de canals i séquies de reg, desaigües i capçaleres de parcel·les conreades. Floreix a la primavera.

## Taxonomia
Delphinium elatum va ser descrita per Carl von Linné i publicat en Species Plantarum 1: 531, l'any 1753.
A Europa, algunes poblacions de muntanya de delphiniums que en el passat s'havien considerat subespècies de D. elatum, actualment es consideren espècies apart. És el cas de l'esperó muntanyenc (Delphinium montanum), endèmica dels Pirineus Orientals (de la Serra del Cadí fins al Massís de Madres) que pertany a la sèrie Montana B. Pawl del subgènere Delphinastrum (DC) Peterm; emparentat amb Delphinium dubium B. Pawl, endèmica als Alps francesos i italians, i amb Delphinium oxysepalum Borb. & Pax, endèmica dels Carpats. S'ha proposat que les tres espècies provenen d’un avantpassat comú (molt proper a Delphinum elatum) que hauria donat lloc als tres taxons per fragmentació de l’àrea abans de la darrera glaciació. Totes aquestes espècies són tetraploides amb 2n = 32 cromosomes.
Etimologia

Veure: Delphinium
elatum: epítet llatí de alta que significa "horitzontal" i de halos = "pla".
Sinonímia

- Delphinastrum elatum (L.) Spach
- Delphinastrum hybridum (L.) Spach
- Delphinastrum urceolatum (Jacq.) Nieuwl.
- Delphinium alpinum Waldst. & Kit.
- Delphinium alpinum var. hebecarpum Kulikov
- Delphinium atropurpureum Pall.
- Delphinium belladonna (Kelway) Bergmans
- Delphinium clusianum Host
- Delphinium cryophilum Nevski
- Delphinium davuricum Georgi
- Delphinium elisabethae var. eglandulosum Kem.-Nath.
- Delphinium gratum Hoffmanns.
- Delphinium hirsutum Pers.
- Delphinium hybridum L.
- Delphinium intermedium Aiton
- Delphinium kioviense Besser exNyman
- Delphinium mixtum Loisel.
- Delphinium speciosum Janka exNyman
- Delphinium tauricum Pall. ExM.Bieb.
- Delphinium tiroliense A.Kern. exDalla Torre
- Delphinium urceolatum Jacq.[6]